# Yariv Levin
Yariv Gideon Levin (Em hebraico: יָרִיב גִּדְעוֹן לֵוִין nascido em 22 de junho de 1969) é um advogado e político israelense que atua como vice-primeiro-ministro e ministro da Justiça. Atuou como presidente do Knesset em dezembro de 2022, anteriormente exercendo essa função de 2020 a 2021. Atualmente, ele atua como membro do Knesset pelo Likud e já ocupou os cargos de ministro da Segurança Interna, ministro do Turismo e ministro da Aliá e Integração.

## Biografia
Levin nasceu em Jerusalém, filho de Gail e Aryeh Levin, ganhador do Prêmio Israel de linguística. O tio de sua mãe, Eliyahu Lankin, era comandante do navio Altalena e membro do primeiro Knesset, representando o partido Herut, enquanto Menachem Begin era o Sandak na cerimônia de circuncisão de Levin.

### Atividades políticas
Levin começou suas atividades públicas na ala estudantil do Likud na Universidade Hebraica de Jerusalém, onde atuou como porta-voz e mais tarde como vice-presidente do partido. Em 1997, ele chefiou uma equipe que estabeleceu a filial do Likud em Modi'in e, em 2003, foi nomeado presidente da filial. Também representou a oposição ao plano de retirada de Gaza no comitê de supervisão da votação dos membros do Likud sobre o plano e representou os membros do Knesset que se opuseram ao plano em vários processos legais.

### 20º Knesset
O primeiro-ministro Netanyahu nomeou Levin como Ministro da Segurança Pública e Ministro do Turismo após as eleições de 2015. Ele abriu mão da pasta de Segurança Pública após 11 dias, quando Netanyahu indicou Gilad Erdan para o cargo. Em 24 de dezembro de 2018, foi nomeado Ministro de Aliá e Integração.

### 23º Knesset
Após a formação do trigésimo quinto governo de Israel, Levin foi eleito presidente do Knesset em 17 de maio de 2020 com 71 votos a favor. Foi substituído no vigésimo quarto Knesset por Mickey Levy em 13 de junho de 2021.

### 25º Knesset
Após as eleições de 2022, Levin foi eleito orador em 13 de dezembro com 64 votos a favor. Anunciou sua renúncia como orador em 27 de dezembro, que entrou em vigor em 29 de dezembro.

### Ministro da Justiça (2022–presente)
Em janeiro de 2023, Levin revelou um plano governamental para uma revisão legislativa do sistema judicial do país. O plano visa enfraquecer a Suprema Corte de Israel, concedendo ao governo controle efetivo sobre o Comitê de Seleção Judicial, proibindo o tribunal de decidir sobre a constitucionalidade de certas leis e regulamentos e concedendo ao Knesset o poder de anular qualquer decisão judicial por uma simples maioria.
As mudanças propostas por Levin ao sistema judicial geraram intensa controvérsia, com alguns líderes da oposição argumentando que o plano equivale a uma tentativa de mudança de regime e protestos antigovernamentais começando logo após a apresentação do plano. Levin defendeu ferozmente o plano, frequentemente argumentando que o poder da suprema corte de derrubar a legislação é antidemocrático, tendo afirmado que "repetidamente, pessoas que não elegemos decidem por nós".
Em março de 2023, surgiu uma polêmica quando Levin foi visto participando de uma festa do Purim na casa de Raffi Chaim-Kedoshim, um conhecido criminoso. Chaim-Kedoshim foi condenado por vários crimes, incluindo sequestro e extorsão, e cumpriu pena na prisão. Mais tarde, foi revelado que outros membros seniores do Likud, incluindo Israel Katz, Miri Regev e Dudi Amsalem, também estiveram presentes no evento.

## Opiniões políticas
Levin tem duras opiniões com relação ao conflito israelo-palestino. Se opõe à criação de um Estado palestino e acredita no direito dos judeus de permanecer em todas as partes da terra de Israel.
Levin costuma criticar o sistema judiciário de Israel, alegando que uma pequena elite assumiu o controle do sistema e tenta usá-lo para definir os valores pelos quais Israel vive.

### De tradução
- Este artigo foi inicialmente traduzido, total ou parcialmente, do artigo da Wikipédia em inglês cujo título é «Yariv Levin».